# Cruzy-le-Châtel
Cruzy-le-Châtel település Franciaországban, Yonne megyében. Lakosainak száma 224 fő (2022. január 1.). Cruzy-le-Châtel Arthonnay, Pimelles, Sennevoy-le-Haut, Gland, Channay, Nicey, Baon, Gigny, Rugny és Villon községekkel határos.

## Népesség
A település népességének változása:
| Lakosok száma | 285  | 272  | 261  | 242  | 237  | 234  | 230  | 227  | 224  |
|               | 2013 | 2015 | 2016 | 2017 | 2018 | 2019 | 2020 | 2021 | 2022 |